# Ingenio Tv
Aprende+ (antes Ingenio TV) é um canal de televisão aberta mexicano de enfoque cultural, produzida pela Direcção Geral de Televisão Educativa da Secretaria de Educação Pública, cujas transmissões iniciaram em 1 de setembro de 2012. Sua sede se localiza na Cidade do México.

## História
Ingenio Tv foi lançado pela Diretoria Geral de Televisão Educacional, órgão centralizado da Secretaria de Educação Pública, em 1º de setembro de 2012, para apoiar a rede pública de televisão do OPMA, aproveitando a experiência e os recursos da rede Edusat, que só estava disponível via satélite e em alguns sistemas de cabo. O canal virtual que transporta o sinal Aprende+ na rede SPR é 14.2, no entanto, nem todas as estações SPR transmitem este sinal ainda.

## Programação
A programação do canal baseia-se na transmissão de programas educativos, de divulgação e culturais focados na difusão de educação a distância aos telespectadores com o objectivo de ser um sinal que "afianza a qualidade educativa com o desenvolvimento de valores, habilidades e as concorrências básicas que impulsionam a aprendizagem permanente".
Destaca-se a importância dentro da barra de programação das emissões da Telesecundaria e o chamado Telebachillerato. Estes espaços são complementados com conteúdos de debate, ciência, notícias, séries, telenovelas e programas unitários que são denominados baixo o nome de "entretenimento educativo" .
Na combinação de telesecundaria, telebachillerato e conteúdo de entretenimento é uma questão de articular um programa que visa promover o "desenvolvimento de valores, habilidades e competências que promovem a aprendizagem ao longo da vida, o tratamento de informações e situações cotidianas, coexistência e vida em sociedade."

### Programas
- Arte en acción
- Al volante
- Vida de perros
- Sabes como se hace
- Hazañas
- Guardianes de la Tierra
- Patrimonio Mundial
- Con los pies en la Tierra
- Global 3000
- Noticiero México al Día
- Proyecto G
- Nuestra América
- Todos somos animales
- Mis doctores
- Europa en Concierto
- En corto
- A ritmo de Yaz
- Nómada
- Club de la Galaxia
- Construye TV
- En los zapatos de...
- Enlaces
- Cultura 21
- En corto
- 20 y Más por el arte

## Retransmissão pela rede SPR
O canal virtual para este sinal é o 14.2. O sinal é transmitido através das estações concesionadas ao Sistema Público de Radiodifusão do Estado Mexicano.
| Distintivo | Canal Digital (UHF) | População                            |
| ---------- | ------------------- | ------------------------------------ |
| XHOPCE-TDT | 20                  | Celaya, Guanajuato.                  |
| XHOPME-TDT | 23                  | Mérida, Yucatán.                     |
| XHOPHA-TDT | 27                  | Hermosillo, Sonora.                  |
| XHSPR-TDT  | 30                  | Cidade de México.                    |
| XHOPEM-TDT | 30                  | Toluca, México.                      |
| XHOPMQ-TDT | 30                  | Santiago de Querétaro, Querétaro.    |
| XHOPOS-TDT | 31                  | Cidade Obregón, Sonora.              |
| XHOPTC-TDT | 31                  | Tuxtla Gutiérrez, Chiapas.           |
| XHOPCC-TDT | 32                  | San Francisco de Campeche, Campeche. |
| XHOPLA-TDT | 34                  | León, Guanajuato.                    |
| XHOPVT-TDT | 38                  | Villahermosa, Tabasco.               |
| XHOPMS-TDT | 41                  | Mazatlán, Sinaloa.                   |
| XHOPCO-TDT | 41                  | Colima, Colima.                      |
| XHOPTP-TDT | 42                  | Tapachula, Chiapas.                  |
| XHOPGA-TDT | 43                  | Guadalajara, Jalisco.                |
| XHOPUM-TDT | 44                  | Uruapan, Michoacán.                  |
| XHOPMO-TDT | 44                  | Morelia, Michoacán.                  |
| XHOPAG-TDT | 47                  | Aguascalientes, Aguascalientes.      |
| XHOPZC-TDT | 47                  | Zacatecas, Zacatecas.                |
| XHOPSC-TDT | 51                  | San Cristobal de las Casas, Chiapas. |
| XHOPMT-TDT | 51                  | Monterrey, Novo León.                |